# Chris Hinze

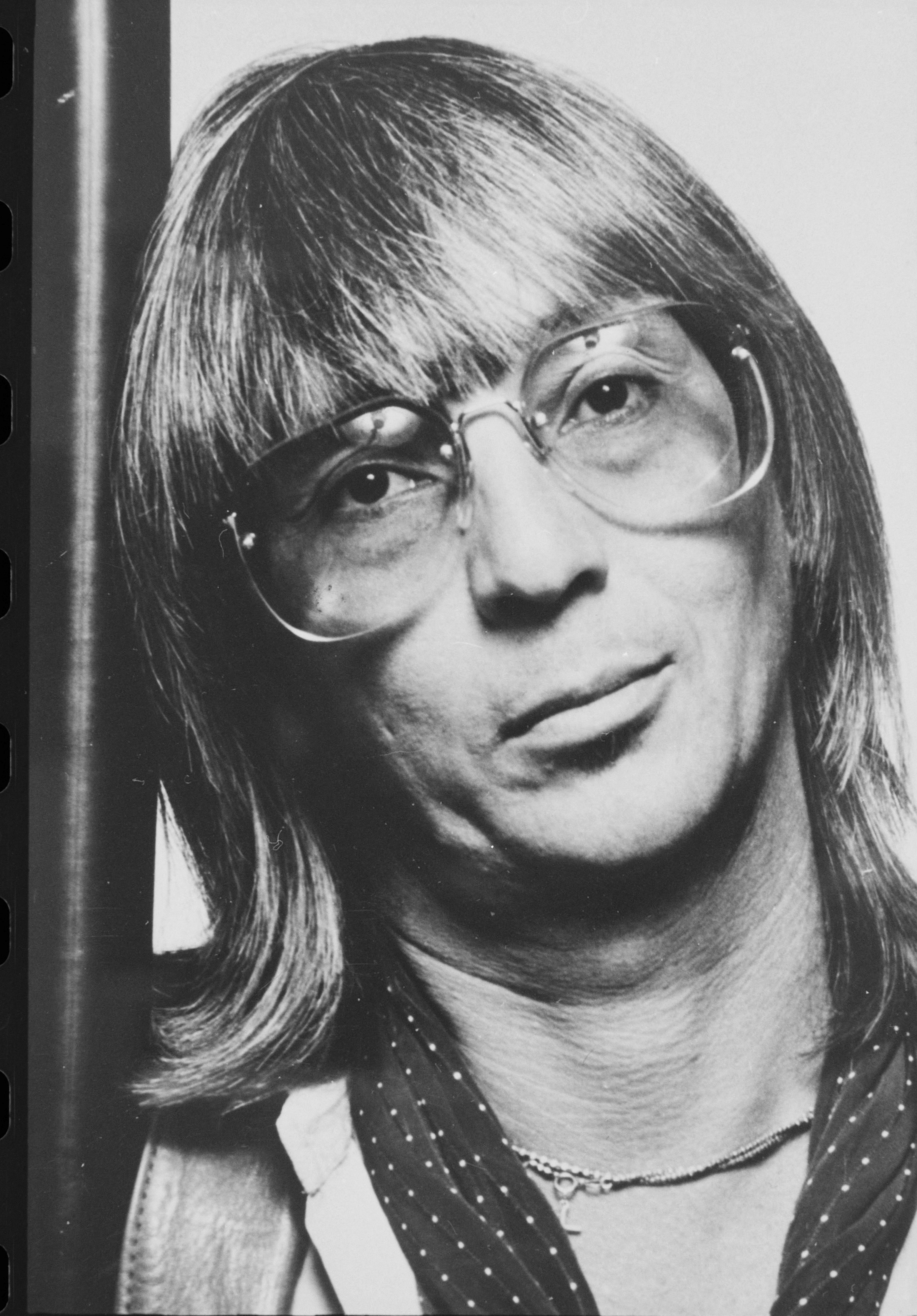
Chris Hinze (1982)

Chris Hinze (* 30. Juni 1938 in Hilversum) ist ein niederländischer Jazz-Flötist, Komponist und Musikproduzent.

## Biografie
Hinze begann im Alter von zwölf Jahren eine Klavierausbildung und studierte am Königlichen Konservatorium in Den Haag Flöte. 1969 erhielt er ein Stipendium für das Berklee College of Music in Boston, wo er Kurse in Komposition und Arrangement absolvierte.
1966 und 1967 war er (als Pianist und Flötist) Mitglied des Trios von Dick van der Capellen. Dann gründete er eigene Bands, mit denen er Themen der klassischen Musik für die Jazzflöte adaptierte. Er trat mit James Moody, Paul Horn und Don Burrows bei internationalen Jazzfestivals auf, arbeitete mit Michael Gibbs in London und den Brecker Brothers in den USA und nahm mit Peter Tosh in Jamaika das Album Kings of Reggae auf. Beim Internationalen Montreux Jazz Festival 1971 wurde seine Jazz-Rock-Produktion Chris Hinze Combination vorgestellt. 1973 wurde mit Sigi Schwab, John Lee und Gerry Brown die Mission Suite für Philips eingespielt. 

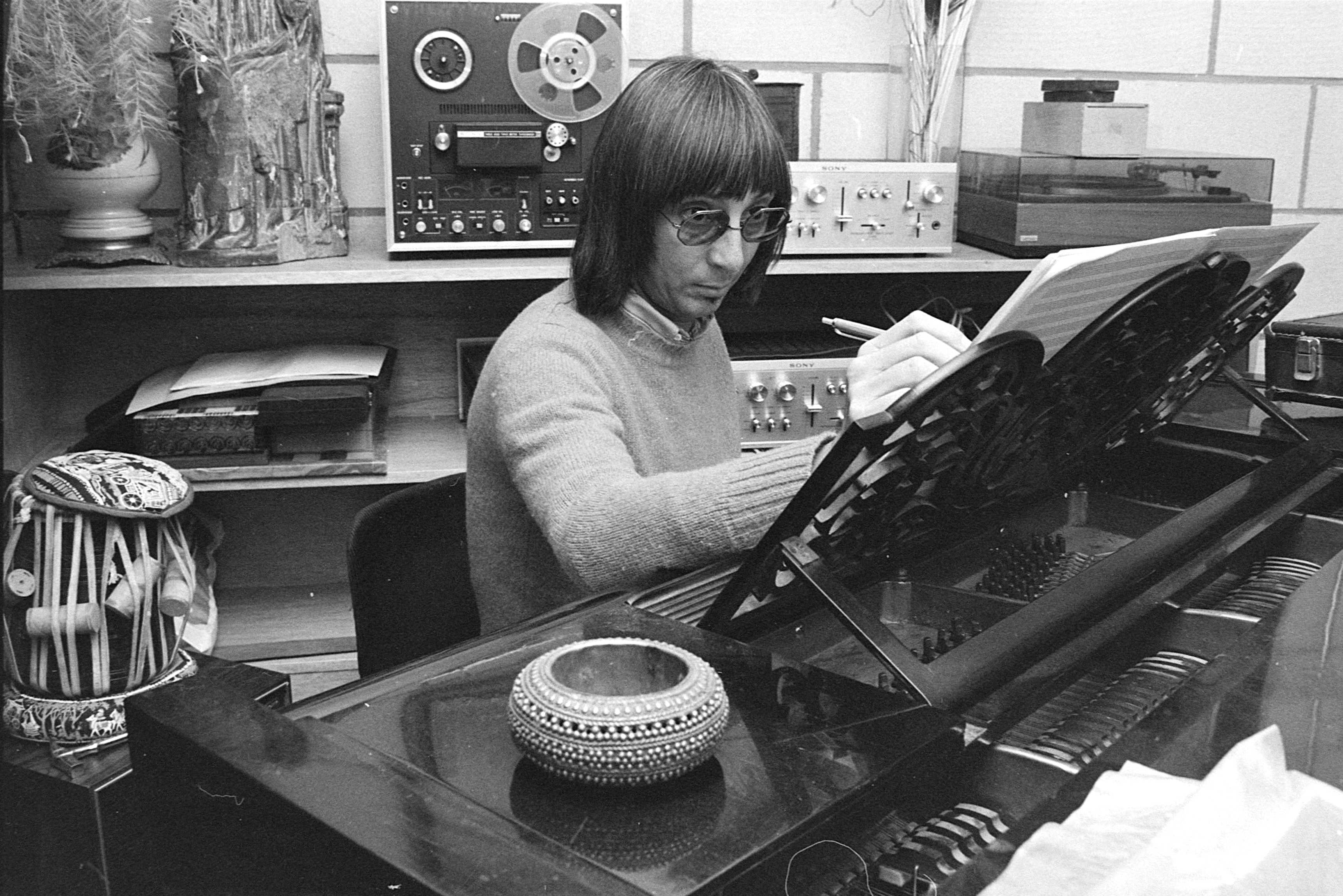
Chris Hinze (1977)

Bereits in den frühen 1970er Jahren bereiste er die Länder des Fernen Ostens, wo er mit einheimischen Musikern arbeitete und beispielsweise 1974 in Tokio mit Hōzan Yamamoto Alben einspielte. Im gleichen Jahr ging er nach Indien, um bei Raghunath Seth das Spiel auf der Bambusflöte zu erlernen.
1980 unternahm Hinze eine Tournee mit Sigi Schwab; im gleichen Jahr erschien ihr Live-Album vom North Sea Jazz Festival und 1983 das Duoalbum Backstage. 1992/93 besuchte er Bhutan, Tibet, Thailand, China und Japan, am Ende der Tournee den Dalai Lama. Teile des mitgeschnittenen Interviews verwendete er für das Album Tibet Impressions, dem 1997 Tibet Impressions Volume II folgte. 1994 besuchte er erneut Indien, wo das Album Namaskar entstand.
Hinze nahm selbst mehr als fünfzig Alben auf. Daneben ist er auch als Musikproduzent aktiv, er brachte u. a. Alben von Jasper van’t Hof, Kevin Eubanks, Charlie Mariano, Arto Tunçboyacıyan, Michal Urbaniak, Urszula Dudziak, den Brecker Brothers, Larry Coryell, Ann Burton, Toots Thielemans, John Lee und Gerry Brown sowie Zbigniew Seifert heraus.
1972 erhielt Hinze den Auftrag, für das Holland Festival eine Suite zu komponieren. Die Live Music Now für zweiundvierzig Instrumente und Streichorchester wurde 1974 mit dem Beethovenpreis der Stadt Bonn ausgezeichnet. Als weitere sinfonische Werke entstanden New York und Parcifal; mit Mangala gewann er den Prix D’Italia.